# Сусідка по парті
«Сусідка по парті» («La compagna di banco») — італійська еротична комедія 1977 року, знята режисером Маріано Лауренті з Ліллі Караті у головній ролі.

## Сюжет
Сімона — красива старшокласниця, яка є найпопулярнішою дівчиною у школі. До неї приклеєно увагу всіх однолітків, які переживають складний підлітковий період. Але найбільше пощастило скромному Маріо, оскільки красуня сама надає йому недвозначні знаки уваги. Втім, хлопців не дуже засмучує даний факт, оскільки навколо існує безліч інших красунь, яких можна спіймати у свої сіті. Але навіть якщо це не вийде, то є можливість поспостерігати за щасливими товаришами. Проблеми наздоганяють не лише підлітків, а й їхніх учителів. Особливо професора Кочіоппо, на якого звернула увагу дама значних габаритів і неймовірно палкого темпераменту.

## У ролях
- Ліллі Караті: Сімона
- Джанфранко Д'Анжело: професор Іларіо Качіоппо
- Альваро Віталі: Сальваторе
- Антоніо Мелідоні: Маріо Д'Оліво
- Джіджі Балліста: Сальваторе Жирарді
- Стефано Амато: Нікола Мартокк'я
- Ліно Банфі: Тео Д'Оліво
- Франческа Романа Колуцці: професор Малімонті
- Ніккі Джентіле: Елена Манкузо
- Ермелінда Де Феліче: Джудітта
- Марчелло Мартана: директор школи
- Сусанна Схеммарі: Віра
- Бріджит Петроніо: Мірелла
- Нандо Паоне: Дженнаріно
- Вітторіо Станьї: Федеріко
- Лінда Сіні: пані Жирарді
- Розаріо Бореллі: пан Манкузо
- Джакомо Фурія: комісар Акавалло
- Крістіна Градо: дружина Тео

## Знімальна група
- Режисер: Маріано Лауренті
- Ідея: Франко Меркурі, Франческо Міліція
- Сценарій: Франко Меркурі, Франческо Міліція
- Оператор: Паскуале Рачіні
- Монтаж: Альберто Моріані
- Композитор: Джанні Ферріо
- Художник: Еліо Мікелі
- Костюми: Еліо Мікелі